# Don’t Shoot Me I’m Only the Piano Player
Don’t Shoot Me I’m Only the Piano Player (с англ. — «Не стреляйте в меня, я всего лишь пианист») — шестой студийный альбом британского музыканта Элтона Джона, вышедший в 1973 году.
Самый продаваемый английский альбом года, Don’t Shoot Me I’m only the Piano Player особняком выделяется среди прочих альбомов Элтона Джона, сочетая в себе различные музыкальные и смысловые интерпретации. Во всём мире было продано более 19 миллионов копий альбома.

## Об альбоме
Диск был записан в июне 1972 года на студии во французском замке, расположенном в муниципалитете Эрувиль, и выпущен в январе 1973 года в США и Канаде на лейбле MCA Records и в остальных странах компанией DJM Records.
Второй раз подряд альбом Элтона занимает первое место в Америке, а его сингл «Crocodile Rock» впервые становится синглом #1 в США и Канаде. «Daniel» также стал хитом альбома, заняв #1 в хит-параде синглов Канады и #2 в США.
Гас Даджен продюсировал «Elderberry Wine» (Би-сайд к «Crocodile Rock»), «Midnight Creeper» и «I’m Gonna Be a Teenage Idol», последняя была вдохновлена другом Джона, фронтменом группы T-Rex Марком Боланом. В альбоме играли те же музыканты, что и во время записи Honky Château. Все песни были новыми, за исключением «Skyline Pigeon», которая была на второй стороне сингла «Daniel». На «Don’t Shoot Me…» Элтон, по его словам, экспериментировал со своим стилем исполнения и голосом.
В интервью Элтон сказал, что «Crocodile Rock» была написана, как открытая дань пластинкам 50-х, а вокал намеренно похож на Бобби Ви. «High Flying Bird» стилизована под композиции Ван Моррисон, а «Midnight Creeper» — под The Rolling Stones. Во время тура по Австралии в 1972 году, Элтон был так впечатлён песней группы Daddy Cool «Eagle Rock», что вместе с Берни Топином написал «Crocodile Rock». На обложке альбома есть фото Берни Топина со значком «Daddy Who?».

## Упаковка
Название альбома пришло, когда Элтон был на вечере с Граучо Марксом, который весь вечер над ним подшучивал. После этого Элтон ответил тем, что поднял руки и сказал: «Don’t shoot me, I’m only the piano player». На обложке изображена фотография, на которой изображена пара снаружи кинотеатра и афиша гласит: Don’t Shoot Me I’m Only the Piano Player starring Elton John, ещё есть постер фильма братьев Маркс «На запад!». Была ли это преднамеренная дань Граучо или просто совпадение, неизвестно.

## Список композиций
Слова и музыка всех песен — написаны Элтоном Джоном и Берни Топином.
| №  | Название                   | Длительность |
| -- | -------------------------- | ------------ |
| 1. | «Daniel»                   | 3:52         |
| 2. | «Teacher I Need You»       | 4:08         |
| 3. | «Elderberry Wine»          | 3:34         |
| 4. | «Blues for My Baby and Me» | 5:38         |
| 5. | «Midnight Creeper»         | 3:53         |

| №                   | Название                         | Длительность |
| ------------------- | -------------------------------- | ------------ |
| 6.                  | «Have Mercy on the Criminal»     | 5:55         |
| 7.                  | «I’m Going to Be a Teenage Idol» | 3:55         |
| 8.                  | «Texan Love Song»                | 3:33         |
| 9.                  | «Crocodile Rock»                 | 3:56         |
| 10.                 | «High Flying Bird»               | 4:10         |
| Общая длительность: | Общая длительность:              | 42:34        |

| №                   | Название                                        | Длительность |
| ------------------- | ----------------------------------------------- | ------------ |
| 11.                 | «Screw You (Young Man’s Blues)»                 | 4:43         |
| 12.                 | «Jack Rabbit»                                   | 1:49         |
| 13.                 | «Whenever You’re Ready (We’ll Go Steady Again)» | 2:51         |
| 14.                 | «Skyline Pigeon» (Piano version)                | 3:56         |
| Общая длительность: | Общая длительность:                             | 56:02        |

## Участники записи
Приведены по сведениям базы данных Discogs, нумерация треков указана по изданию в формате компакт-диска.
Музыканты:
- Элтон Джон — вокал, Fender Rhodes (песни 1, 5), меллотрон (песни 1, 2), фортепиано (песни 2−4, 6, 7, 9, 10), колонка Лесли (песня 7) фисгармония (песня 8), Farfisa-орган (песня 9)
- Дэйви Джонстоун[англ.] — акустическая и электрическая гитары (все песни), банджо (песня 1), ситар (песня 4), мандолина (песня 8), бэк-вокал (песни 2, 7, 10)
- Ди Мюррей[англ.] — бас-гитара (все песни), бэк-вокал (песни 2, 7, 10)
- Найджел Олссон — барабаны (все песни), маракасы (песня 1), бэк-вокал (песни 2, 7, 10)
- Кен Скотт — синтезатор ARP (песня 1)
- Пол Бакмастер — аранжировка оркестра (песни 4, 6)
- Гас Даджен — аранжировка медной духовой секции(песни 3, 5, 7)
- Ален Гато — саксофон (песни 3, 5, 7)
- Жан-Луи Шотамп[англ.] — саксофон (песни 3, 5, 7)
- Жак Болоньези — тромбон (песни 3, 5, 7)
- Иван Жюльен[англ.] — труба (песни 3, 5, 7)

Технический персонал:
- Гас Даджен — музыкальный продюсер
- Кен Скотт — звукорежиссёр
- Стив Браун — координатор
- Дэвид Ларкхэм — художественное оформление и дизайн конверта
- Майкл Росс — художественное оформление и дизайн конверта, фотографии буклета
- Эд Караефф[англ.] — фотографии обложки и буклета
- Брайан Форбс — фотографии буклета
- Максин Топин[англ.] — фотографии буклета

## Позиции в хит-парадах
| Год       | Хит-парад                              | Высшая позиция | Пребывание в чарте |
| --------- | -------------------------------------- | -------------- | ------------------ |
| 1973—1974 | Австралия (Kent Music Report)          | 1              | нет данных         |
| 1973—1974 | Великобритания (UK Albums Chart)       | 1              | 42 недели          |
| 1973—1974 | Испания (PROMUSICAE)                   | 1              | нет данных         |
| 1973—1974 | Италия (Musica e dischi)               | 1              | 37 недель          |
| 1973—1974 | Канада (RPM Albums Chart)              | 1              | 46 недель          |
| 1973—1974 | Нидерланды (Hilversum 3 LP Top 10)     | 2              | 11 недель          |
| 1973—1974 | Норвегия (VG-lista)                    | 1              | 27 недель          |
| 1973—1974 | США (Billboard Top LPs & Tape)         | 1              | 89 недель          |
| 1973—1974 | Финляндия (Suomen virallinen lista)    | 2              | 33 недели          |
| 1973—1974 | ФРГ (Offizielle Top 100)               | 16             | 6 недель           |
| 1973—1974 | Япония (Japanese Oricon LP Chart)      | 4              | нет данных         |
|           |                                        |                |                    |
| 2023      | Великобритания (Albums Sales Chart)    | 36             | 1 неделя           |
| 2023      | Великобритания (Physical Albums Chart) | 34             | 1 неделя           |
| 2023      | Великобритания (Record Store Chart)    | 27             | 1 неделя           |
| 2023      | Великобритания (Vinyl Albums Chart)    | 26             | 1 неделя           |
| 2023      | Шотландия (Scottish Albums Chart)      | 46             | 1 неделя           |

| Хит-парад (1973)                   | Позиция |
| ---------------------------------- | ------- |
| Австралия (Kent Music Report)      | 4       |
| Великобритания (OCC)               | 1       |
| Италия (FIMI)                      | 4       |
| Нидерланды (Buma/Stemra)           | 17      |
| США (Billboard Top Popular Albums) | 8       |
| ФРГ (Offizielle Top 100)           | 35      |
| Хит-парад (1974)                   | Позиция |
| США (Billboard Top Popular Albums) | 67      |

| Регион                                                      | Сертификация  | Продажи    |
| ----------------------------------------------------------- | ------------- | ---------- |
| Австралия (ARIA)                                            | 3× Платиновый | 150 000^   |
| Великобритания (BPI)                                        | Золотой       | 100 000^   |
| США (RIAA)                                                  | 3× Платиновый | 3 000 000^ |
| ^ Данные о тиражах приведены только на основе сертификации. |               |            |